# VF-40
Il Fighter Squadron 40 o VF-40 fu un'unità dell'aviazione della Marina degli Stati Uniti. Istituito originariamente il 15 giugno 1943, è stato sciolto il 19 novembre 1945. Fu l'unico squadrone della Marina degli Stati Uniti ad essere designato come VF-40.

## Storia operativa
Il VF-40 equipaggiato con l'F6F Hellcat sostenne la campagna della Nuova Georgia schierandosi a Henderson Field a Guadalcanal nel settembre 1943. Mentre era schierato nelle Isole Salomone nel 1943, i piloti del VF-40 abbatterono 4 aerei giapponesi. Esso in seguito sostenne la campagna del Borneo nel 1945. Dopo la fine della guerra, il 19 Novembre venne definitivamente sciolto.